# Nebuloasa Helix

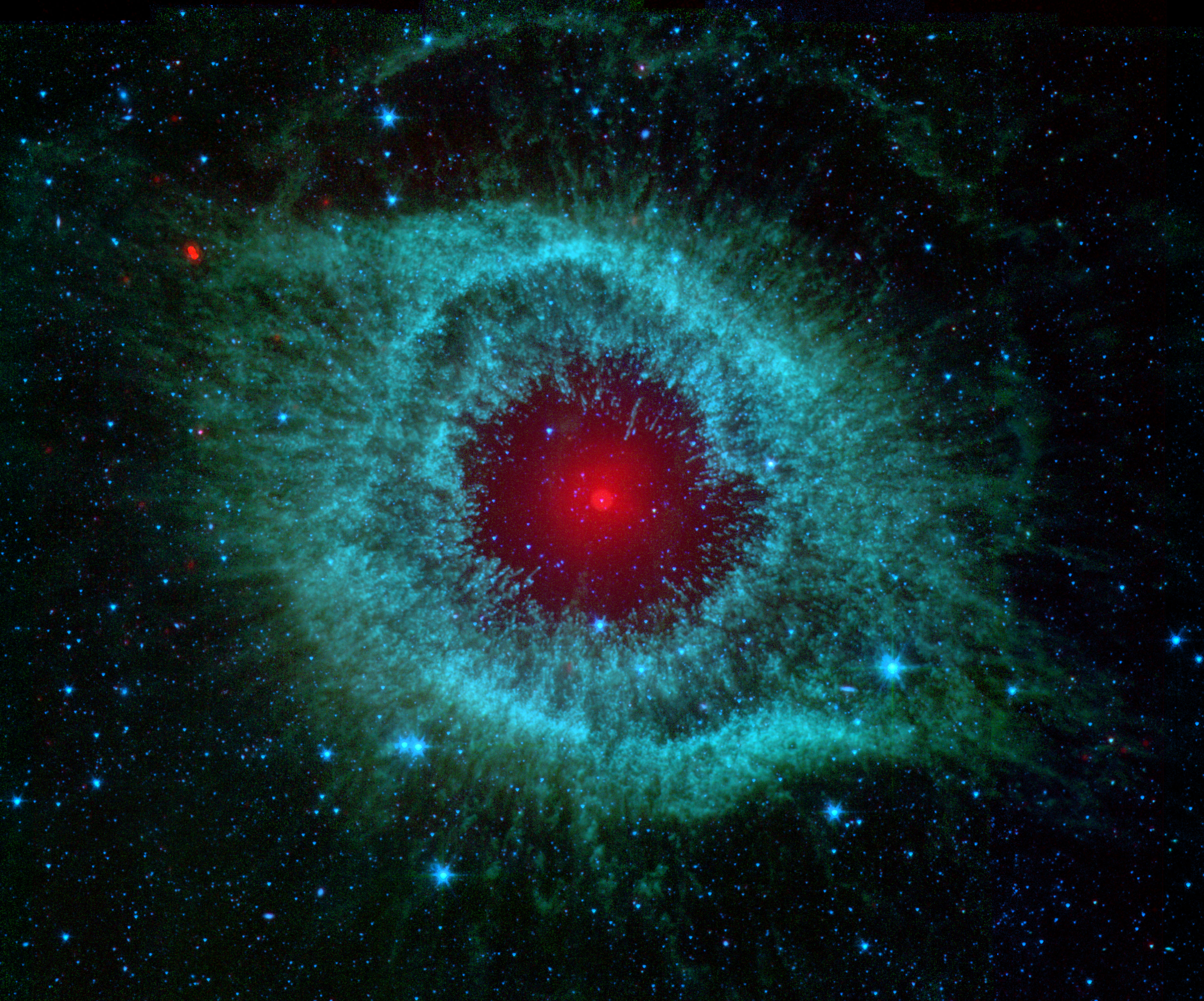
NGC 7293

NGC 7293

NGC 7293, Caldwell 63, Nebuloasa Helix sau Nebuloasa Ochiul lui Dumnezeu  este o nebuloasă planetară situată în constelația Vărsătorul. Descoperită de Karl Ludwig Harding, probabil înainte de 1824, aceasta este una dintre cele mai apropiate de Terra dintre toate nebuloasele planetare luminoase.  Se află la o depărtare de Terra de aproximativ 215 parseci sau 700 ani-lumină. Nebuloasa este asemănătoare cu nebuloasa Ochi de Pisică și nebuloasa Inel.